# Montaña Big Den
La montaña Big Den (en inglés: Big Den Mountain, lit. 'montaña Gran Den') es una montaña en la Isla Vancouver, Columbia Británica, Canadá, localizada a 20 km al noreste del río Gold y a 7 km al sur de Crown Mountain.